# عاصی رحبانی
عاصی رحبانی (عربی: عاصي الرحباني؛ ۴ مه ۱۹۲۳–۲۱ ژوئن ۱۹۸۶) به همراه برادرش منصور رحبانی، پدیده هنری معروف به برادران رحبانی (عربی: الأخوان رحبانی)، آهنگساز، موسیقی‌دان، و تهیه‌کننده لبنانی بود. او با خواننده لبنانی نُهاد ودیع حداد ازدواج کرد که بیشتر با نام هنری‌اش فیروز مشهور بود. پسر آنها زیاد رحبانی نیز هنرمند بسیار موفقی در موسیقی، تئاتر و یک فعال سیاسی تأثیرگذار است.
عاصی در روستای انتلیاس (۱۰ کیلومتری شمال بیروت) به دنیا آمد. پدر و مادر او حنا الیاس رهبانی و سعدی صعب بود.